# Alfons de Castre
Alfons fou un religiós occità, abat de Castres i conseller de Carles Martell. Quan Carles Martell va fer campanya a Aquitània probablement el 731, Alfons i Carles es van conèixer i es van fer amics. Les terres del monestir foren protegides de les expropiacions que van patir altres per aquesta amistat. El 734 Alfons va succeir com abat del monestir a Bertran, i Martell li va donar un lloc destacat entre els seus consellers. El 741 Carles Martell era a Quiersi o Quierzy-sur-Oise, ja molt malalt, i va demanar a l'abat d'ajudar-lo a tenir un final cristià; Alfons el va exhortar en una sèrie de discursos pietosos a fer un bon ús del temps que li quedava de vida. Martell va morir el 22 d'octubre del 741.